# Rewa
Rewa là một thành phố và là nơi đặt hội đồng thành phố (municipal corporation) của quận Rewa thuộc bang Madhya Pradesh, Ấn Độ.

## Địa lý
Rewa có vị trí 24°32′B 81°18′Đ / 24,53°B 81,3°Đ Nó có độ cao trung bình là 275 mét (902 feet).

## Nhân khẩu
Theo điều tra dân số năm 2001 của Ấn Độ, Rewa có dân số 183.232 người. Phái nam chiếm 54% tổng số dân và phái nữ chiếm 46%. Rewa có tỷ lệ 71% biết đọc biết viết, cao hơn tỷ lệ trung bình toàn quốc là 59,5%: tỷ lệ cho phái nam là 78%, và tỷ lệ cho phái nữ là 64%. Tại Rewa, 13% dân số nhỏ hơn 6 tuổi.